# Cariblatta elongata
Cariblatta elongata är en kackerlacksart som beskrevs av Rocha e Silva och Guilherme A.M.Lopes 1976. Cariblatta elongata ingår i släktet Cariblatta och familjen småkackerlackor. Inga underarter finns listade.